# Ministr ekonomiky a průmyslu Izraele
Ministr ekonomiky a průmyslu Izraele (hebrejsky שר הכלכלה והתעשייה‎, sar ha-kalkala ve-ha-ta'asija) je člen izraelské vlády, který stojí v čele ministerstva ekonomiky. Od června 2021 je úřadující ministryní Orna Barbivai ze strany Ješ atid.

## Historie
Tato funkce byla vytvořena v roce 1948 pod názvem ministr obchodu a průmyslu. V roce 1977 došlo ke sloučení s funkcí ministra turismu, čímž vznikla funkce ministr průmyslu, obchodu a turismu. Sloučení však bylo již v roce 1981 zrušeno a došlo k přejmenování funkce na ministra průmyslu a obchodu. Portfolio ministra práce, které bylo v 70. letech sloučeno s portfoliem ministra sociální péče bylo k této funkci připojeno v roce 2003. V roce 2013 byla pozice přejmenována na ministra ekonomiky a v roce 2016 na ministra ekonomiky a průmyslu.
| ministr               | strana             | vláda(y)                  | funkční období          |
| --------------------- | ------------------ | ------------------------- | ----------------------- |
| Perec Bernstein       | Všeobecní sionisté | prozatímní                | 14.05.1948 – 10.03.1949 |
| Eli'ezer Kaplan       | Mapaj              | 1.                        | 10.03.1949 – 01.11.1950 |
| Ja'akov Geri          | nebyl poslancem    | 2.                        | 01.11.1950 – 08.10.1951 |
| Dov Josef             | Mapaj              | 3.                        | 08.10.1951 – 24.12.1952 |
| Perec Bernstein       | Všeobecní sionisté | 4., 5.                    | 24.12.1952 – 29.06.1955 |
| Perec Naftali         | Mapaj              | 6.                        | 29.06.1955 – 03.11.1955 |
| Pinchas Sapir         | Mapaj              | 7., 8., 9., 10., 11., 12. | 03.11.1955 – 25.05.1965 |
| Chajim Josef Cadok    | Mapaj, Ma'arach    | 12., 13.                  | 25.05.1965 – 22.11.1966 |
| Ze'ev Šerf            | Ma'arach           | 13., 14.                  | 22.11.1966 – 15.12.1969 |
| Josef Sapir           | Gachal             | 15.                       | 15.12.1969 – 06.08.1970 |
| Pinchas Sapir         | Ma'arach           | 15.                       | 01.09.1970 – 05.03.1972 |
| Chajim Bar-Lev        | nebyl poslancem    | 15., 16., 17.             | 05.03.1972 – 20.06.1977 |
| Jig'al Hurvic         | Likud              | 18.                       | 20.06.1977 – 01.10.1978 |
| Gid'on Pat            | Likud              | 18., 19., 20.             | 15.01.1979 – 13.09.1984 |
| Ariel Šaron           | Likud              | 21., 22., 23.             | 13.09.1984 – 20.02.1990 |
| Moše Nisim            | Likud              | 23., 24.                  | 07.03.1990 – 13.07.1992 |
| Micha'el Chariš       | Strana práce       | 25., 26.                  | 13.07.1992 – 18.06.1996 |
| Natan Šaransky        | Jisra'el ba-alija  | 27.                       | 18.06.1996 – 06.07.1999 |
| Ran Kohen             | Merec              | 28.                       | 06.07.1999 – 24.06.2000 |
| Ehud Barak            | Jeden Izrael       | 28.                       | 24.09.2000 – 07.03.2001 |
| Dalia Icik            | Strana práce       | 29.                       | 07.03.2001 – 02.11.2002 |
| Ariel Šaron           | Likud              | 29.                       | 02.11.2002 – 28.02.2003 |
| Ehud Olmert           | Likud, Kadima      | 30.                       | 28.02.2003 – 04.05.2006 |
| Eli Jišaj             | Šas                | 31                        | 04.05.2006 – 31.03.2009 |
| Binjamin Ben Eli'ezer | Strana práce       | 32.                       | 31.03.2009 – 18.01.2011 |
| Šalom Simchon         | Acma'ut            | 32.                       | 18.01.2011 – 18.03.2013 |
| Naftali Bennett       | Židovský domov     | 33.                       | 18.03.2013 – 14.05.2015 |
| Arje Deri             | Šas                | 34.                       | 14.05.2015 – 03.11.2015 |
| Benjamin Netanjahu    | Likud              | 34.                       | 03.11.2015 – 01.08.2016 |
| Moše Kachlon          | Kulanu             | 34.                       | 01.08.2016 – 22.01.2017 |
| Eli Kohen (1972)      | Kulanu, Likud      | 34.                       | 22.01.2017 – 17.05.2020 |
| Amir Perec            | Avoda              | 35.                       | 17.05.2020 – 13.06.2021 |
| Orna Barbivai         | Ješ atid           | 36.                       | od 13.06.2021           |

| jméno            | strana             | vláda(y) | funkční období                                  |
| ---------------- | ------------------ | -------- | ----------------------------------------------- |
| Zalman Suzajev   | Všeobecní sionisté | 4., 5.   | 15.06.1953 - 29.06.1955                         |
| Arje Eli'av      | Ma'arach           | 13.      | 17.10.1966 - 22.11.1966 28.11.1966 - 26.06.1967 |
| Jicchak Perec    | Likud              | 18.      | 28.06.1977 - 15.01.1979                         |
| Ma'ša Lubelsky   | Strana práce       | 25., 26. | 04.08.1992 - 18.06.1996                         |
| Eli Ben Menachem | Strana práce       | 29.      | 07.03.2001 - 02.11.2002                         |
| Micha'el Racon   | Likud              | 30.      | 05.03.2003 - 28.10.2004                         |
| Eli Aflalo       | Kadima             | 30.      | 30.03.2005 - 04.05.2006                         |
| Orit Noked       | Strana práce       | 32.      | 31.03.2009 - 18.01.2011                         |